# Philippe II de Moscou
Philippe II de Moscou (né le 11 février 1507, mort le 23 décembre 1569), de son nom civil Féodor Stépanovitch Kolytchev (ou Kolytchov) (en russe : Фёдор Степа́нович Колычёв), est un saint orthodoxe qui fut métropolite de Moscou et primat de l'Église orthodoxe russe. 
Martyrisé sur ordre d'Ivan le Terrible, il est fêté le 9 janvier.

## Biographie
Feodor naît en 1507 dans une famille de boyards prestigieux. Son père occupe un poste important à la cour de Vassili III. Feodor a été un ami d'enfance d'Ivan le Terrible.
Feodor est destiné à faire également carrière à la cour mais cette vie ne l'attire pas. Il désire au contraire mener une vie religieuse. En 1537, il quitte Moscou pour se rendre au Monastère de Solovetski, où il devient moine sous le nom monastique de Philippe.
En 1546, il devient le nouveau père supérieur (higoumène) du monastère, à la suite du décès de son prédécesseur. 
En 1566, le primat de l'Église russe, le métropolite de Moscou Athanase, démissionne. Ivan le terrible, qui lui cherche un successeur en qui il peut avoir confiance, offre alors la charge à Philippe, croyant trouver en lui la personne la plus appropriée. La charge avait déjà été offerte à l'archevêque Germain de Kazan, mais celui-ci s'étant montré en désaccord avec la politique du tsar, il avait été finalement écarté.
Toutefois, Philippe, qui est au courant des exactions commises par le tsar et ses hommes, se montre réticent. Il fixe plusieurs conditions pour accepter cette fonction, dont la suppression du corps des opritchniki, qui font régner la terreur auprès de la population.  
Le tsar est furieux de l'audace de Philippe, et exclut de prendre une telle mesure. Cependant, les deux hommes trouvent un accord ; une fois métropolite, Phillippe ne s'ingèrera pas dans les affaires gouvernementales. En contrepartie, Ivan lui concède un droit d'intercession, qu'il avait pourtant aboli précédemment,. 
Le 25 juillet 1566, Philippe est consacré métropolite de Moscou et de toute la Russie.
Très vite, le fossé se creuse entre les deux hommes. En 1567, Ivan est mis au courant d'un supposé complot organisé par des boyards contre sa personne. Ivan punit sévèrement les présumés conspirateurs, et dans sa fureur, il ordonne aux opritchniki de déclencher une vaste campagne de répression. Philippe intervient auprès d'Ivan en faveur des condamnés. Le Monarque, irrité, ordonne au métropolite Phillippe de se taire.
À plusieurs autres reprises, le métropolite fait part de sa désapprobation concernant les actions du tsar.
Le sort de Philippe, précaire, se voit définitivement scellé le 2 mars 1568. Ce jour-là, le tsar entre dans la cathédrale de la Dormition, entouré d'opritchniki. Le métropolite Phillippe refuse de les bénir et dénonce ouvertement leurs crimes. Furieux de cette humiliation, Ivan décide d'éliminer le métropolite.
En conséquence, un tribunal ecclésiastique est mis sur pied, sur ordre du monarque, pour juger Philippe. Celui-ci se voit accusé de divers méfaits imaginaires, avec l'aide de faux témoins. Après un simulacre de procès, le tribunal le destitue de sa charge de métropolite, et le condamne à la prison à vie dans un Monastère.

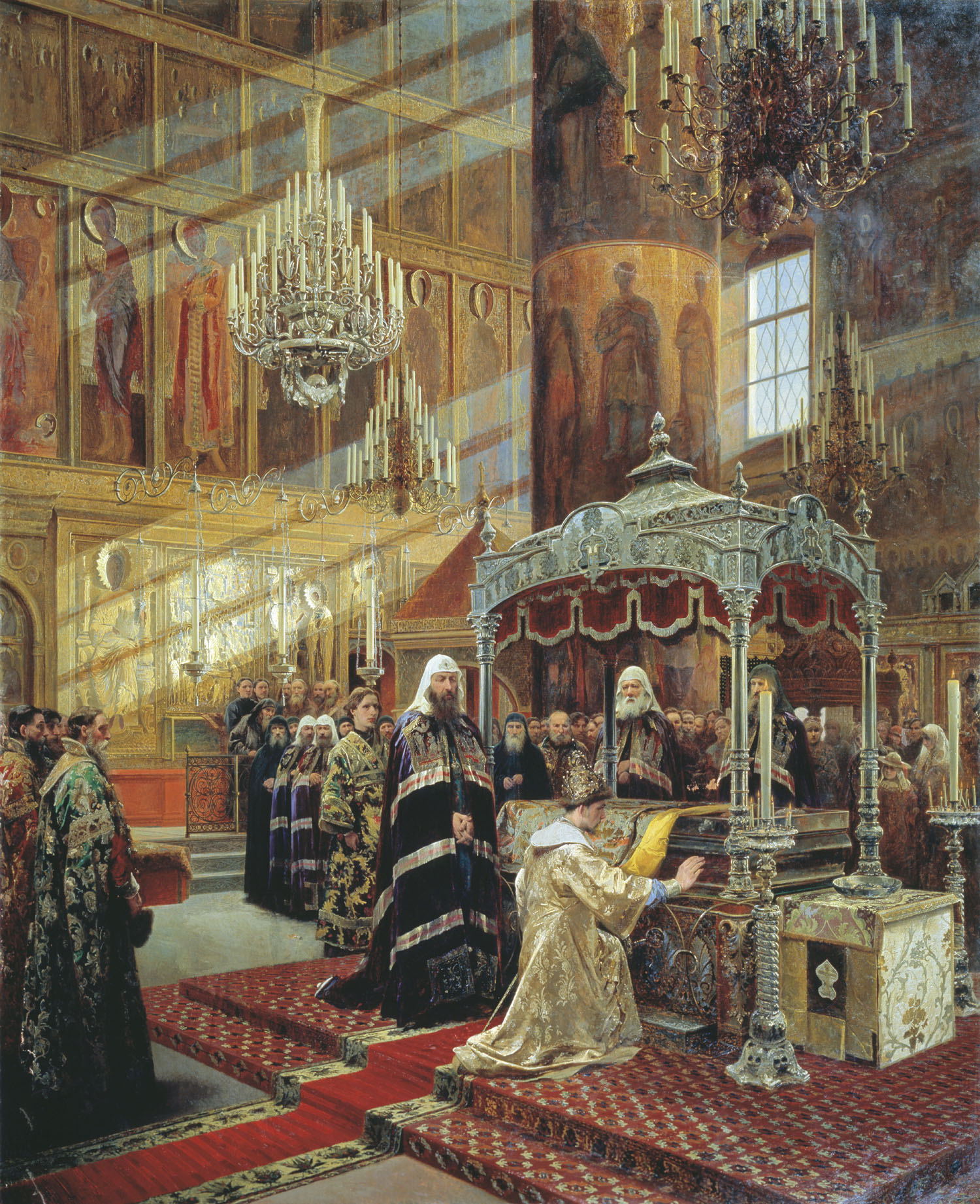
Le tsar Alexis Ier priant sur la tombe de saint Philippe de Moscou en présence du patriarche Nikon, tableau d'Alexandre Litovtchenko (galerie Tretiakov de Moscou).

Après avoir été détenu à plusieurs endroits, il est finalement envoyé dans un monastère près de la ville de Tver. Le 23 décembre 1569, il y est assassiné par Maliouta Skouratov, l'un des chefs des opritchniki, sur ordre d'Ivan le terrible, .
En juillet 1652 les reliques de Philippe II sont transférées à Moscou, et il sera ensuite canonisé.

## Saint Philippe II de Moscou au cinéma
- 2009 : Tsar de Pavel Lounguine avec Oleg Yankovski dans le rôle de saint Philippe.